# Internazionali d'Italia 1958
Gli Internazionali d'Italia 1958 sono stati un torneo di tennis giocato sulla terra rossa. È stata la 15ª edizione degli Internazionali d'Italia. Sia il torneo maschile sia quello femminile si sono giocati al Foro Italico di Roma in Italia.

## Campioni

### Singolare maschile
Mervyn Rose ha battuto in finale  Nicola Pietrangeli con il punteggio di 5–7, 8–6, 6–4, 1–6, 6–2

### Singolare femminile
Maria Bueno  ha battuto in finale  Lorraine Coghlan con il punteggio di 3–6, 6–3, 6–3

### Doppio maschile
Antal Jancsó /  Kurt Nielsen  hanno battuto in finale   Luis Ayala /  Don Candy 8-10, 6–3, 6–2, 1–6, 9–7

### Doppio femminile
Shirley Bloomer /  Christine Truman  hanno battuto in finale  Mary Hawton /  Thelma Coyne Long  6–3, 6–2

### Doppio misto
Shirley Bloomer /  Giorgio Fachini  hanno battuto in finale  Thelma Coyne Long  / Luis Ayala con il punteggio di 4–6, 6–2, 9–7